# Command & Conquer 4: Tyberyjski zmierzch
Command & Conquer 4: Tyberyjski Zmierzch (ang. Command & Conquer 4: Tiberian Twilight) – czwarta część uniwersum Tiberium z serii Command & Conquer. Stworzona przez studio EA Los Angeles i wydana przez Electronic Arts.

## Podtytuł
Podtytuł Tyberyjski Zmierzch został wybrany w konkursie ogłoszonym przez EA, w którym fani serii mogli zgłaszać swoje pomysły. Zwycięski nawiązuje zapewne do fabuły, w której zawrze się zakończenie konfliktu o Tyberium. Ma to też związek z planami poprzedniego właściciela serii C&C – studia Westwood, który zamierzał nazwać tak III grę z uniwersum Tiberian.

## Rozgrywka
Rozgrywka przebiega głównie w internecie. Aby odblokować nowe jednostki, trzeba zdobywać punkty doświadczenia, dzięki którym odblokowuje się nowe rangi, a wraz z nimi nowe jednostki. Punkty doświadczenia można zdobywać podczas rozgrywek w internecie lub podczas kampanii grając samemu lub w trybie kooperacji. W internecie może grać maksymalnie 10 osób (do pięciu w jednej drużynie). Gra polega na pozyskaniu większej liczby punktów od drużyny przeciwnej. Rozgrywka kończy się gdy jedna z drużyn (GDI lub Bractwo Nod) pozyska maksymalną liczbę punktów lub gdy skończy się czas. Punkty uzyskuje się poprzez zajęcie większej liczby węzłów SKT (Sieć Kontroli Tyberium) np. 3>2, 4>1 lub 5>0. W grze są dwie nacje, GDI i Bractwo Nod, dzielące się na jednostki ofensywne, defensywne i wsparcia.